# Іконніков Микола Миколайович
Мико́ла Микола́йович Іко́нніков (нар. 5 березня 1879, Київ — † 10 вересня 1957, Барнаул) — композитор, музичний педагог, засновник, керівник і викладач Київської музично-драматичної школи М. Іконнікова (1905—1909).

## Життєпис
Микола Іконніков народився 5 березня 1879 в Києві в дворянській сім'ї інженера-технолога Миколи Михайловича і Августи Вільгельмівни (до шлюбу Штейнгель) Іконнікових. Його дід Михайло Степанович Іконніков був київським губернським архітектором. Брат діда, Володимир Степанович Іконников був видатним вченим — істориком, академіком.
Батьки дали Миколі якісну домашню початкову освіту, на базі якої він пройшов курс однієї з київських гімназій.
У 1895—1898 роках він навчався в Музично-драматичній школі Станіслава Блуменфельда, а пізніше, можливо, брав уроки композиції в Музичному училищі Київського відділення Російського музичного товариства. У 1900—1901 роках викладав фортепіанну гру в одному з музично-драматичних училищ.
За архівними даними, 1903 року Микола Іконніков захистив у Парижі дисертацію і став «професором загальної космогнозіі», а в серпні 1906 року — «професором музичних наук».
1905 року створює в Києві музично-драматичну школу, в якій він одночасно був і директором і викладачем фортепіанної гри.
Під час революції 1905—1907 він видає в Києві газету «Вісник свободи», де намагається давати об'єктивну оцінку подіям, що відбувалися в країні. В цей же час, він викладає математику, фізику та хімію на курсах в Києві і в гімназії науково-просвітницького товариства в Святошині.
Микола Іконніков помер 10 вересня 1957 року в Барнаулі від дистрофії і паралічу серця. Його численні папери були викинуті на звалище, де їх виявили сусіди і передали в Центр зберігання архівного фонду Алтайського краю.
Особистий фонд М. М. Іконнікова в ЦХАФ АК (Р-913) складається з 85 справ. Дослідником біографії М. М. Іконнікова є Андрій Колесников, кандидат історичних наук, головний археограф відділу інформації та публікації документів управління архівної справи Алтайського краю.

## Приватна музично-драматична школа М. Іконнікова
1905 року Микола Іконніков створює в Києві музично-драматичну школу, в якій він одночасно був і директором і викладачем фортепіанної гри. Адреса школи: вул. Рейтарська, 45. 
Плата за навчання у школі за місяць становила 11 крб., для незабезпечених — 8 крб.
Тут викладалися теорія композиції, фортепіано, інструментовка, диригування, хоровий спів, оперний спів, оркестрові інструменти, в тому числі й духові.
Серед викладачів школи був, зокрема, відомий музичний педагог того часу К. Воут, який викладав інструментовку, оркестровку, диригування, оркестрові інструменти.
Школа діяла до 1909 року.